# Rhacophorus chuyangsinensis
Rhacophorus chuyangsinensis är en groddjursart som beskrevs av Orlov, Nguyen och Ho 2008. Rhacophorus chuyangsinensis ingår i släktet Rhacophorus och familjen trädgrodor. Inga underarter finns listade i Catalogue of Life.